# Henny Geiger-Spiegel
Henny Geiger-Spiegel (* 22. September 1856 in Berlin als Henriette Spiegel; † 1915 in Leipzig) war eine deutsche Bildhauerin.

## Leben
Henny Spiegel erhielt ihre Ausbildung in den Ateliers von Max Klein und Nikolaus Geiger, welchen sie am 18. November 1886 ehelichte. Vornehmlich tätig in Berlin fertigte Henny Spiegel Figuren und Büsten. Als Mitglied des Vereins der Berliner Künstlerinnen von 1884 bis 1894 nahm Henny Geiger-Spiegel regelmäßig an den Kunstausstellungen des Vereins teil. Des Weiteren war sie 1889 auf dem Pariser Salon, 1889, 1891 und 1892 im Glaspalast München, 1883, 1884, 1887 und 1888 auf der Großen Berliner Kunstausstellung und auf der Internationalen Kunstausstellung Venedig vertreten.
Nachdem ihr Ehemann 1897 verstorben war, erhielt sie 1898 den Auftrag eine gekrönte Giebelfigur an der St. Hedwigs-Kirche auszuführen.
Anfang 1890 war das Geiger’sche Haus in der Nachodstraße Ecke Kaiserallee in Berlin-Wilmersdorf Eigentum von Nikolaus Geiger, welches um 1900 zum Bernstein’schen Haus wurde, und in welchem weitere Bildhauer, darunter Johannes Röttger und Franz Flaum (1867–1917), und ein Maler ihren Wohnsitz hatten. Ende des 19. Jahrhunderts gehörte Henny Geiger-Spiegel zusammen mit Dora Hitz zu der Vereinigung der XI, stand mit den Künstlern Ludwig Dettmann, Josef Block, Reinhold Lepsius und Sabine Lepsius, Curt Herrmann, Philipp Franck, Max Uth und später dazukommend Wilhelm Trübner in geselliger Beziehung, und führte mit diesen auch kleine Sammelausstellungen durch, darunter 1897 in der Kunsthandlung Eduard Schulte im Palais Redern am Pariser Platz.
Henny Geiger-Spiegel starb 1915 in der Landesheil- und Pflegeanstalt Leipzig-Dösen.

## Werke/Ausstellungen (Auswahl)

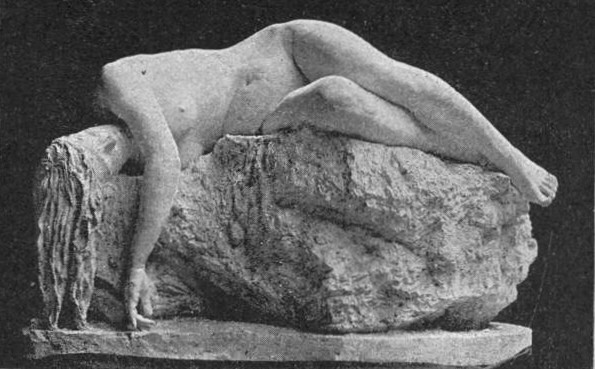
Gestrandet, im Glaspalast München 1892

- 1886: Lachender Mädchenkopf, Ausstellung der Königlichen Akademie der Künste zu Berlin im Landes-Ausstellungsgebäude[7]
- 1887: Bronzebüste eines Knaben, Ausstellung der Königlichen Akademie der Künste zu Berlin im Landes-Ausstellungsgebäude[8]
- 1888: Büste Nikolaus Geiger, Große Berliner Kunstausstellung[9]
- 1888: Büste Bruno Schmitz, Große Berliner Kunstausstellung[9]
- 1889: Gestrandet (Figur eines ertrunkenen Mädchens), Pariser Salon[9]
- 1894: Maria mit der Lilie, Marmor, Große Berliner Kunstausstellung im Glaspalast[10]
- 1897: Madonna, Internationale Kunstausstellung Venedig[9]
- 1898: Kopf eines Mädchens, Bronze, Höhe 58 cm, auf Postament; Knabe, Marmor; Marmorbüste meines Mannes, Große Berliner Kunstausstellung[11]
- 1898: bekrönende Giebelfigur, St.-Hedwigs-Kathedrale, Berlin (zerstört)[9]